# MGM Grand Garden Arena
La MGM Grand Garden Arena est une salle omnisports située dans le MGM Grand Las Vegas de Paradise dans le Nevada. Sa capacité est de 17 157 places, il est le troisième plus grand amphithéâtre de Las Vegas, derrière le T-Mobile Arena et le Thomas & Mack Center.
MGM Grand Garden Arena organise des concerts, l'annuel FOX Billboard Music Awards, l'annuel Andre Agassi Grand Slam for Children Benefit, le VH1 Divas shows, et des tournois Ultimate Fighting Championship (UFC). De 1996 à 2000, le garden a accueilli le WCW Halloween Havoc.
De nombreux combats de boxe ont eu lieu dans l'arène :
- Evander Holyfield vs. Mike Tyson
- Oscar de la Hoya vs. Bernard Hopkins
- Manny Pacquiao vs. Erik Morales
- Oscar de la Hoya vs. Floyd Mayweather Jr. (5 mai 2007)
- Floyd Mayweather vs. Ricky Hatton (8 décembre 2007)
- Ricky Hatton vs. Manny Pacquiao (2 mai 2009)
- Floyd Mayweather Jr. vs. Manny Pacquiao (2 mai 2015)
- Deontay Wilder vs. Tyson Fury (22 février 2020)

## Événements
- WCW Halloween Havoc, 1996 à 2000
- UFC 34, 2 novembre 2001
- UFC 36, 22 mars 2002
- UFC 40, 22 novembre 2002
- UFC 52, 16 avril 2005
- UFC 54, 20 août 2005
- UFC 56, 19 novembre 2005
- UFC 66, 30 décembre 2006
- UFC 71, 26 mai 2007
- UFC 74, 25 août 2007
- UFC 141, 30 décembre 2011
- Concerts de Madonna (Drowned World Tour), les 1er et 2 septembre 2001
- Concert Britney Spears, 18 novembre 2001
- Concerts de Madonna (Re-Invention Tour), les 29 et 30 mai 2004
- Concerts de Madonna (Sticky & Sweet Tour), les 8 et 9 novembre 2008
- Concert Britney Spears, le 25 avril 2009
- Concert d'AC/DC, le 9 avril 2010
- Concert de Lady Gaga le 13 aout 2010
- Cérémonie des Billboard Music Awards 2011 le 22 mai 2011
- Concerts de Madonna (The MDNA Tour), les 13 et 14 octobre 2012
- Concert de Lady Gaga, The Born This Way Ball Tour, 25 et 26 janvier 2013
- Concert de Lady Gaga (artRAVE : The ARTPOP Ball), 19 juillet et 1er août 2014
- Combat de boxe Mayweather contre Pacquiao, surnommé le Combat du siècle, le 2 mai 2015
- Concert de Madonna (Rebel Heart Tour), le 24 octobre 2015
- Concert des Misfits le 28 décembre 2017
- AEW Double or Nothing, le 25 mai 2019
- The Man. The Music. The Show., le 13 juillet 2019
- WWE Money in the Bank, le 2 juillet 2022
- AEW Double or Nothing, le 26 mai 2024